# لمب کریک (آیداهو)
لمب کریک (به انگلیسی: Lamb Creek) یک منطقهٔ مسکونی در ایالات متحده آمریکا است که در شهرستان بونر، آیداهو واقع شده‌است. لمب کریک ۷۷۹٫۰۸ متر بالاتر از سطح دریا واقع شده‌است.